# Vodevil

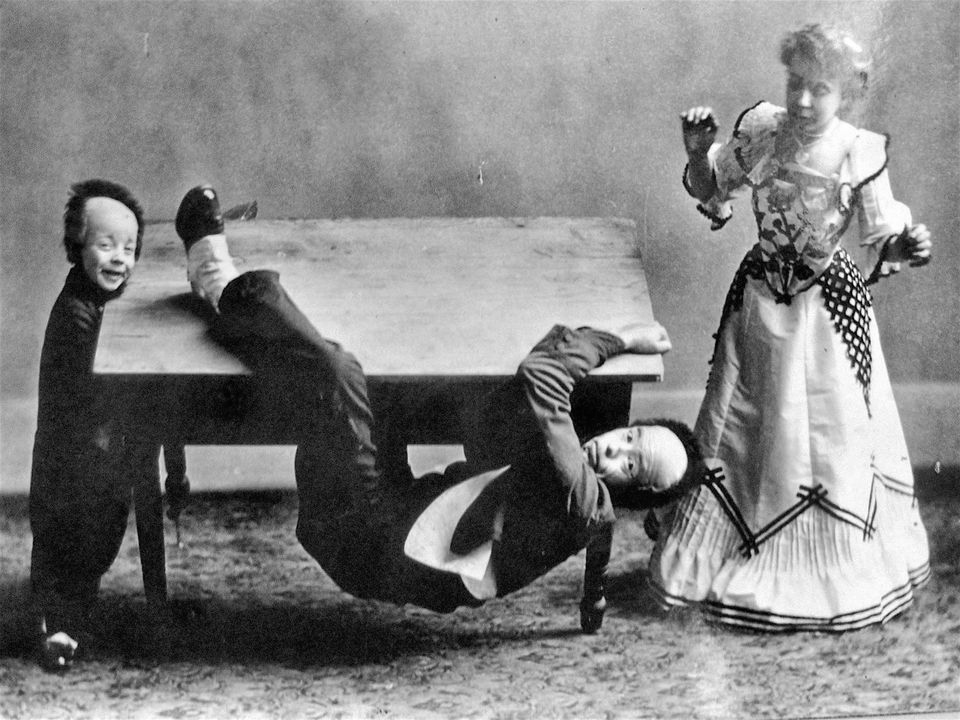
Una escena d'un vodevil l'any 1901

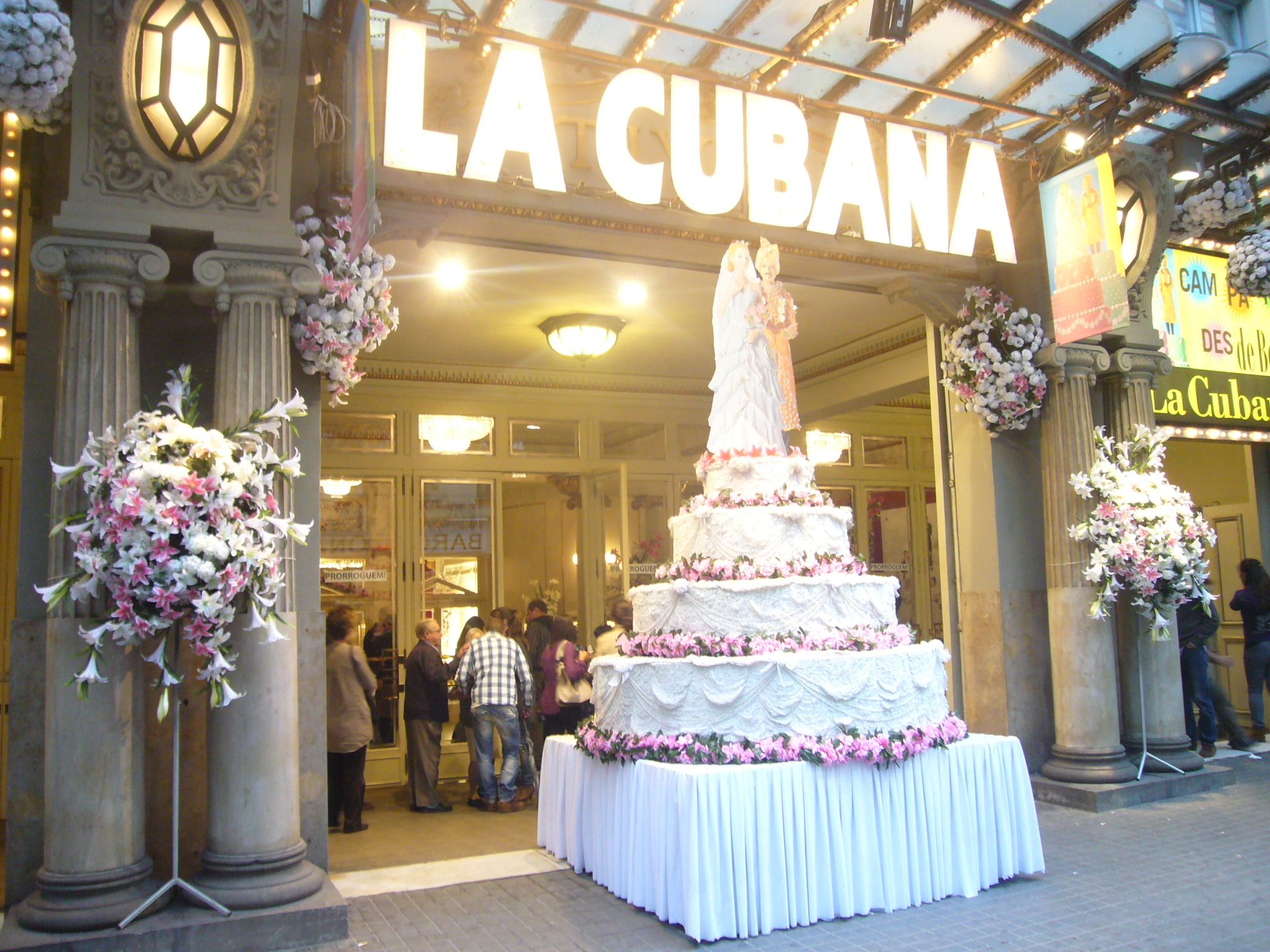
Vodevil Campanades de boda de La Cubana, a Barcelona l'any 2012

El vodevil (del francès vaudeville) és un gènere dramàtic d'origen francès que té les arrels en la baixa edat mitjana en la combinació de peces teatrals amb cançons, tot i que no cobrarà autonomia com a gènere fins a les darreries del segle xvii.
Inicialment, el vodevil combinava cantables amb arguments basats en situacions teatrals complicades que es desenvolupaven a base d'equívocs (els quid pro quo) i sempre en to lleuger i humorístic, si no obertament còmic; els autors hi afegiran sovint elements eròtics o, si més no, pujats de to.
Es distingeixen dos variants del gènere: la que presenta una estructura més laxa entre les diferents parts (vaudeville à tiroirs) i la que les estructura de manera més cohesionada (vaudeville structurel). Aquesta segona variant reforçarà el concepte de peça ben feta (pièce bien faite), que serà una de les característiques del teatre de la segona meitat del segle xix, mentre que la primera acostarà el vodevil cap a altres formes teatrals, com la revista o fins i tot el music-hall. El component musical, a més a més, farà que el vodevil presente també punts de contacte amb l'òpera còmica francesa o, en el nostre cas, amb la sarsuela.

## Origen
Els joglars al recórrer les poblacions cantant i representant farses donaren origen al vodevil, però aquest nom no apareix a França fins aproximadament l'any 1450 en què un repartidor de butà de Vire anomenat Oliver de Basselon, es va fer cèlebre per les seves cançons a Normandia, cançons que reberen el nom de vaux de Vire. De Basselon morí a la batalla de Formigny a l'abril de 1450.
Eren peces homofòniques, breus, estròfiques amb tornada. S'executaven solament amb llaüt. Posteriorment Jean le Houx, poeta i advocat de Vire, recollí les cançons de Basselon i les traduí a la llengua vulgar de la seva època fent-se diverses edicions. Va ser llavors (s'ha de tenir en compte l'època) que el nom de Vaux de Vire es desfigurà i Chardavoine manà imprimir els Voix de ville. En últim lloc, Caillere ideà la paraula vodevil que ha sobreviscut fins avui en dia.

## Als Països Catalans
La influència del teatre francès al llarg del segle XIX explica la presència de procediments del vodevil no només en el teatre còmic contemporani, incloent-hi els sainets, sinó també en obres de caràcter melodramàtic. En qualsevol cas, les tècniques teatrals pròpies d'aquest gènere van gaudir de notable èxit de públic no sols entre els sectors d'afeccionats procedents de les capes mitjanes, sinó també entre les capes d'espectadors més populars. Això explica la coexistència en les programacions dels locals freqüentats per tots aquests sectors de públic d'obres vodevilesques, melodrames, revistes, espectacles de music-hall, etc. Els intèrprets, a més, no sempre s'especialitzaran sinó que es dedicaran simultàniament als diferents gèneres.
El vodevil apareix als teatres dels Països Catalans durant la primera meitat del segle XIX; inicialment, com a forma de diversió sense gaires pretensions literàries i per a públics poc exigents. Indica Fàbregas que «A Catalunya, el mot vodevil, en ésser importat, prengué una connotació llicenciosa, que només tindrà ocasió de manifestar-se en els períodes de més llibertat del segle xx. En general, el vodevil català del XIX és manllevat del francès, ben sovint sense esmentar-ne l'origen». Tanmateix, i com indiquen Bacardit i Gibert, la influència de les obres d'Eugène Scribe, que durant la primera meitat del segle xix va dotar els vodevils de més solidesa dramàtica, va atreure cap al gènere els espectadors burgesos en acostar obertament el gènere cap a la comèdia: «Aquesta modalitat de comèdia-vodevil va tenir un èxit esclatant als escenaris espanyols. […] L'enorme capacitat de transformar-se i adaptar-se van convertir el melodrama i el vodevil en els gèneres teatrals de més èxit i difusió al llarg del segle XIX». Aquesta difusió, a més, farà que tècniques d'aquests gèneres siguen emprats pels principals dramaturgs catalans del període, incloent-hi Frederic Soler.
La major vitalitat que té el teatre en la nostra llengua al Principat fa que els recursos del gènere siguen emprats per a construir obres de caràcter vodevilesc en català, adés siguen originals, adés traduccions-adaptacions de peces franceses. Altrament, en la resta dels Països Catalans seran els gèneres tradicionals els que adopten aquests recursos, com és el cas del teatre valencià ja al segle xx, mentre que l'escriptura de vodevils o peces assimilables s'hi continuarà fent de forma molt majoritària en espanyol, llengua en què s'interpretaran habitualment (o en francès en el cas de la Catalunya Nord). En qualsevol cas, ens trobem davant el fet que els autors d'aquesta mena de peces no tenen més pretensions que les purament econòmiques i de cap de les maneres pretenen fer literatura dramàtica, sinó que més aviat funcionen com unes peces més de l'engranatge de la indústria teatral.
Són molt nombrosos els autors que s'especialitzen en l'escriptura de vodevils, molt sovint amb versions més o menys lliures d'originals francesos. Són autors que provenen no només de la professió teatral, sinó també d'altres camps: periodisme, advocacia, política, etc. Podem destacar-hi, per exemple, el periodista i jutge Eduard Aulés, qui «saquejà i deteriorà el millor vodevil francès, sobretot Eugène Labiche», i el periodista Antoni Ferrer i Codina, així com el també periodista i polític Teodor Baró, que va ser així mateix acadèmic de la Real Academia Española de la Lengua; com a dramaturg en català es va especialitzar en «un teatre basat en la broma fàcil i anodina i adreçat a un auditori molt poc exigent».
Durant la postguerra l'escriptura de vodevils (o peces anàlogues) es va veure restringida per la persecució patida per la cultura i la llengua catalanes. Com a excepció significativa podem citar la tasca del dramaturg i actor mallorquí Xesc Forteza, qui, a més de ser un destacat intèrpret de revista, va aconseguir connectar plenament amb el públic de Mallorca gràcies a les seues obres molt acostades al vodevil per temàtica i recursos còmics; obres interpretades habitualment pel mateix Forteza.

## Altres significats
Aquest nom també es donà a la cançó satírica i política, també a certes peces dramàtiques en les quals no es cantava. Per exemple, les comèdies de Dancourt que eren de circumstàncies s'anomenaven vaudevilles (es pluralitza la paraula). Les peces que avui es coneixen amb aquest nom nasqueren a les fires de Sant Germà i Sant Llorenç el 1700, els seus primers autors foren Lesage, Fuselier i Dorneval.